# Franciscus Cornelis Donders
Franciscus Cornelis Donders (Tilburg, 27 mei 1818 – Utrecht, 24 maart 1889) was een Nederlands hoogleraar geneeskunde en fysiologie. Hij verrichtte veel onderzoek naar oogheelkunde op welk gebied hij een grote, internationale reputatie verwierf. De huidige indeling, verklaring en correctie van oogafwijkingen (zie emmetropie (normaal oog), myopie (bijziendheid), hypermetropie (verziendheid), presbyopie (oudziendheid), de rol van accommodatie), is aan hem te danken.

## Jeugd
Donders werd geboren in Tilburg in een gezin dat naast hem zelf bestond uit acht dochters. Zijn vader Jan Frans Donders stond in de regio bekend als een succesvol koopman en hield zich voornamelijk bezig met chemie, muziek en literatuur. Toen Donders nagenoeg anderhalf jaar oud was overleed zijn vader, waardoor de zaken ook deels bij zijn moeder kwamen te liggen. Op een leeftijd van zeven jaar verliet Donders Tilburg voor de Brabantse Kempen. Donders werd als enige zoon binnen de familie enigszins verwend, waarna zijn moeder hem naar een kostschool stuurde in Duizel. Tot aan zijn elfde levensjaar was Donders kostleerling om vervolgens tot zijn dertiende levensjaar als ondermeester in de leer te zijn bij schoolhoofd Th.Panken. Zodoende bracht Donders ten tijde van de Belgische Opstand een deel van zijn jeugd door in de armoedige grensstreek Acht Zaligheden. 
Uiteindelijk ging Donders naar de Latijnse school te Boxmeer. Aangenomen wordt dat het besluit van koning Willem I om de onderwijstaken van de karmelieten verplicht over te dragen, een grote bijdrage heeft geleverd aan het achtergestelde onderwijs van destijds. Hierdoor verkreeg Donders zeeën van vrije tijd die veelal ingevuld werden met wandeltochten aan de Maas. Mede hierdoor zou zijn belangstelling voor de jacht en de visserij zijn ontstaan. Daarnaast besteedde hij in deze periode veel tijd aan zijn vioolspel. Donders gaf later in zijn publicaties ook aan weinig opgestoken te hebben met betrekking tot de Griekse, Latijnse en Nederlandse letteren en de moderne taal in het algemeen. Ondanks het beperkte onderwijs promoveerde Donders in 1835 alsnog naar de hogeschool.

## Loopbaan
Donders studeerde in Utrecht, maar promoveerde in 1840 in Leiden op een wetenschappelijk proefschrift. In Vlissingen en Den Haag werkte hij enige jaren als officier van gezondheid binnen het Nederlandse leger. In 1847 werd hij te Utrecht benoemd tot buitengewoon hoogleraar, in 1852 tot gewoon hoogleraar.
In zijn inaugurele rede bij de aanvaarding van het hoogleraarschap, getiteld 'De harmonie van het dierlijk leven, de openbaring van wetten' (1848), wees de toen dertigjarige Donders op een aantal zaken die later in Charles Darwins beroemde theorie 'On the Origin of Species' (1859) meer uitgewerkt naar voren kwamen. De twee ontmoetten elkaar voor het eerst in 1869 en correspondeerden daarna veelvuldig.  In een brief aan Donders in maart 1871 schreef Darwin: 'It is clear to me that you were as near as possible in preceding me on the subject of Natural Selection. You will find very little that is new to you in my last book (...)'. Darwin werkte aan een boek over gelaatsuitdrukkingen en de expressie van emoties bij mens en dier. Donders beantwoordde vooral vragen en deed hiervoor ook proefnemingen.

### Fysiologie
Donders was allereerst fysioloog. Door zijn specialisatie op het gebied van de oogheelkunde werd hij de belangrijkste Nederlandse medicus van zijn tijd. Als directeur van het Fysiologisch laboratorium in Utrecht werd hij opgevolgd door T.W. Engelmann.

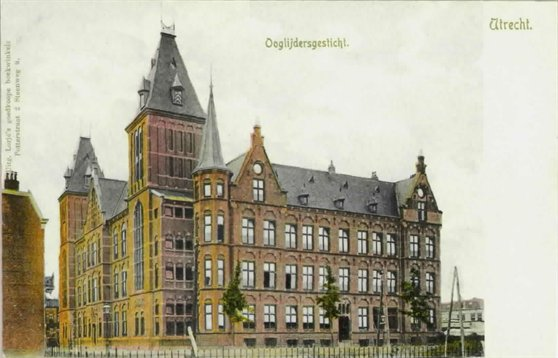
Ooglijdersgasthuis aan de F.C. Dondersstraat rond 1904

### Ooglijdersgasthuis
Donders was een meester in het voorschrijven van de juiste bril in een tijd dat je voor een bril naar een verkoper op de markt ging. Daarmee ontwikkelde hij een reputatie van ‘weldoener der mensheid’. Die werd alleen nog maar groter nadat hij in 1858 samen met Herman Snellen het Ooglijdersgasthuis ("Nederlandsch Gasthuis voor Ooglijders") oprichtte, een ziekenhuis ingericht op oogheelkunde. Na zijn dood was een nieuwbouw ervan vele jaren gevestigd aan de F.C. Dondersstraat. Tegenwoordig is er heel toepasselijk het Eye Hotel gevestigd.

### Cognitieve processen
Donders was ook geïnteresseerd in cognitieve processen. In zijn subtractiemethode ging hij ervan uit dat een (complex) psychisch proces bestaat uit een aaneenschakeling van eenvoudige processen waarvan men de duur afzonderlijk kan meten door het vergelijken van reactietijden. Dit vormde de basis van een benadering in de psychologie die later mentale chronometrie werd genoemd.

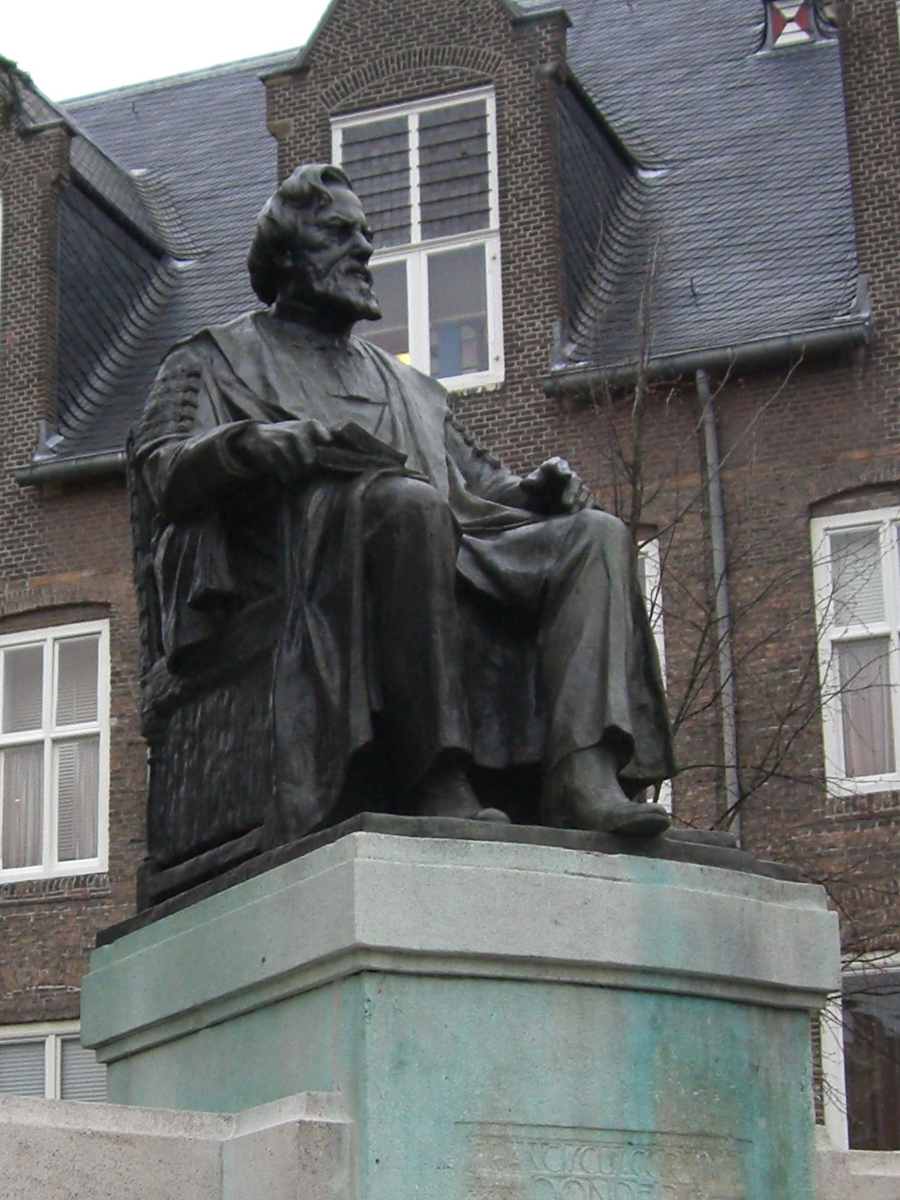
Standbeeld van F.C. Donders op het Janskerkhof te Utrecht

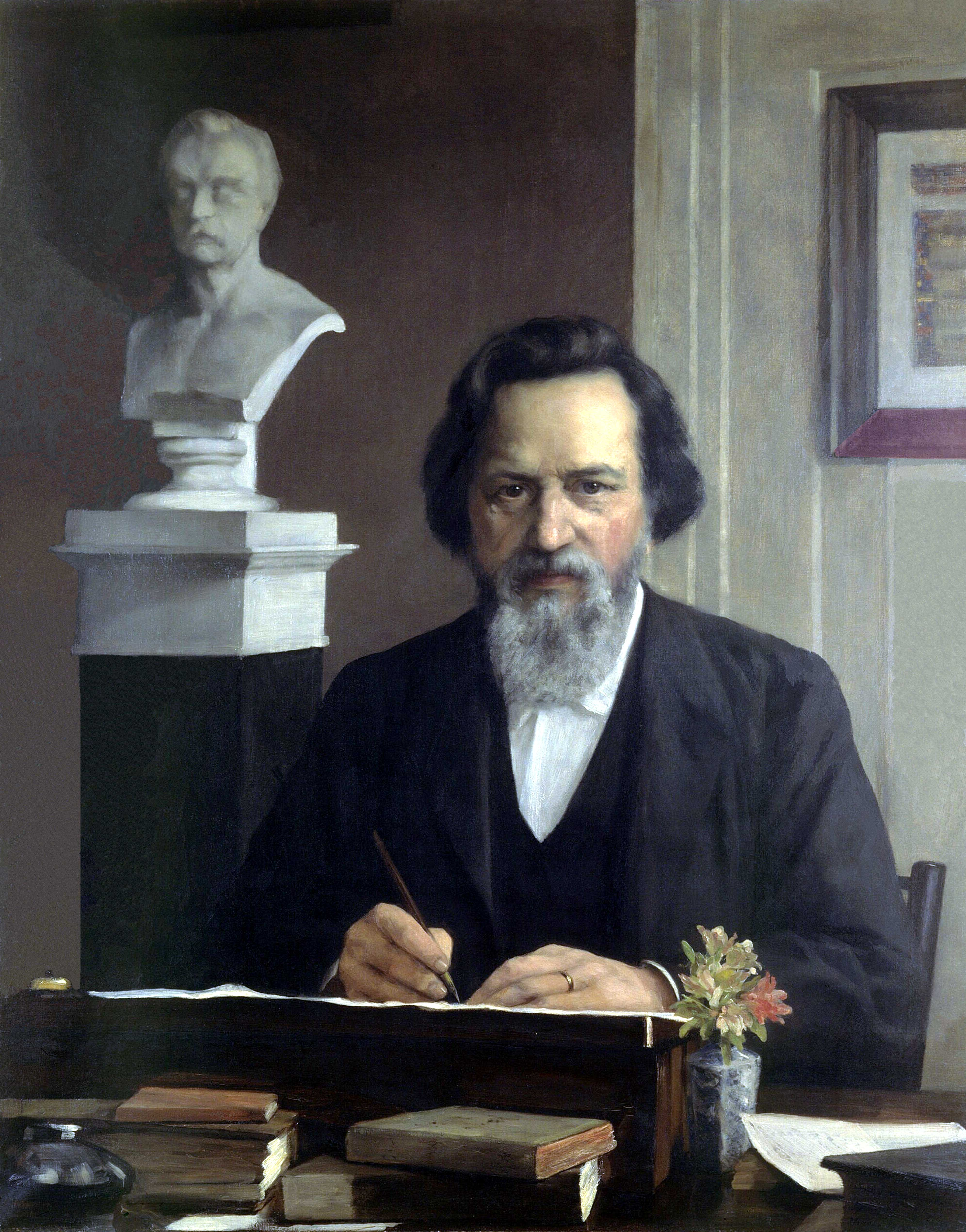
Donders zoals geportretteerd door zijn vrouw in 1888

## Vernoemingen
- Op zijn geboortehuis in de Nieuwlandstraat in Tilburg is in 1888 een gedenkplaat aangebracht, waarvan de tekst is geschreven door Nicolaas Beets.
- Naast de F.C. Dondersstraat in de stad Utrecht, werden er straten naar hem vernoemd in onder andere Amsterdam, Bennekom, Bussum, Helmond, Hilversum, Groningen, Nijmegen, Tilburg en Vlaardingen.
- Donders' naam is voorts verbonden aan het Donders Institute for Brain, Cognition and Behaviour (Radboud Universiteit Nijmegen), aan de F.C. Donders Leerstoel (Universiteit Utrecht) en aan het Dondersfonds, in 1889 nog opgericht door Donders zelve met als doel "Medewerking tot de vorming van fysiologen en ophthalmologen".
- Aan het Janskerkhof te Utrecht is in 1921 een monument voor Donders onthuld, een werk van Toon Dupuis.

## Trivia
- In de Engelse pers werd Donders' verschijning als volgt omschreven: “rather tall, well built, he has a quick piercing black eye, a frank manner and a winning smile”.[4]
- Ter gelegenheid van Donders' zeventigste verjaardag, kort na zijn emeritaat, schilderde Bramine Hubrecht zijn portret. In hetzelfde jaar trouwden zij met elkaar. Echter, Donders overleed een half jaar later.
- Volgens Notable People is Franciscus Donders wereldwijd de bekendste Tilburger.[5]

## Publicaties (selectie)
- 1840: Dissertatio inauguralis sistens observationes anatomico-pathologicas de centro nervoso. [Proefschrift Leiden]. Trajecti ad Rhenum, apud Van der Post juniorem
- 1863: 'Kort begrip der refractie-anomaliën en van hare gevolgen'. In: Nederlandsch tijdschrift voor geneeskunde (korte versie)
- 1864: On the anomalies of accommodation and refraction of the eye. London, The New Sydenham society (vertaling naar het Engels vanuit het manuscript; later in 14 andere talen vertaald)
- 1869: On the speed of mental processes, vertaald door W.G. Koster in 1969. Attention and Performance 2. p. 412-431. Amsterdam: North Holland.